# Карл Гансен (офіцер)
Карл Гансен (Karl Hansen; 5 травня 1876, Кобург — 1 вересня 1965, Майнінген) — німецький офіцер, генерал-лейтенант вермахту. Кавалер ордена Pour le Mérite.

## Біографія
3 квітня 1897 року вступив в 2-й Тюринзький піхотний полк № 32 в Майнінгені. З 1904 року виконував обов'язки ад'ютанта 3-го батальйону.
З початком Першої світової війни Гансен був призначений командиром роти свого полку, разом з яким був направлений на Західний фронт. 9 листопада 1914 року поранений. Після перебування у шпиталі та одужання у січні 1915 року призначений командиром резервного піхотного полку №252, незабаром призначений командиром 2-го батальйону. З 1 травня 1915 року — командир 1-го батальйону. В січні-червні 1916 року очолював Нойгутський курс підготовки офіцерів. Потім повернувся в свій батальйон, який діяв на Східному фронті. Після того, як полк був перекинутий на Західний фронт у березні 1918 року, Хансен з вересня 1918 року також служив командиром резервних піхотних полків №245 і №253.
Після закінчення війни деякий час працював командиром батальйону у фрайкору Штоббе. Після демобілізації армії залишений в рейхсвері, командир роти 8-го, з 1 жовтня 1920 року — роти 12-го піхотного полку. В березні 1923 року переведений в штаб командувача піхотою 1-го військового округу в Кенігсберзі. З 1 грудня 1925 року — командир 2-го батальйону 21-го (Баварського) піхотного полку у Нюрнберзі. З 1 квітня 1929 року — комендант військового полігону Ордруф. 31 січня 1931 року звільнений у відставку.
1 липня 1938 року переданий в розпорядження сухопутних військ. Після початку Другої світової війни спочатку залишився без командування. Після окупації Бельгії 23 травня 1940 року призначений командувачем військовим полігоном Беверлоо. 24 квітня 1942 року відправлений в резерв. 31 травня 1942 року звільнений у відставку.

## Звання
- Фанен-юнкер (3 квітня 1897)
- Фенріх (18 жовтня 1897)
- Другий лейтенант (18 серпня 1898)
- Лейтенант (1 січня 1899)
- Оберлейтенант (4 серпня 1908)
- Гауптман (1 жовтня 1913)
- Майор (18 грудня 1920)
- Оберстлейтенант (1 лютого 1926)
- Оберст (1 жовтня 1929)
- Генерал-майор запасу (31 січня 1931)
- Генерал-лейтенант запасу (27 серпня 1939)
- Генерал-майор до розпорядження (1 лютого 1941)
- Генерал-лейтенант до розпорядження (1 січня 1942)

## Нагороди
- Орден Альберта (Саксонія), лицарський хрест 2-го класу
- Орден дому Саксен-Ернестіне, лицарський хрест 2-го класу
- Залізний хрест 2-го і 1-го класу
- Медаль «За відвагу» (Гессен)
- Хрест «За заслуги у війні» (Саксен-Мейнінген)
- Почесний хрест (Шварцбург) 3-го класу з мечами
- Хрест «За військові заслуги» (Австро-Угорщина) 3-го класу з військовою відзнакою
- Королівський орден дому Гогенцоллернів, лицарський хрест з мечами (22 вересня 1917)
- Нагрудний знак «За поранення» в чорному
- Pour le Mérite (8 листопада 1918)
- Хрест «За вислугу років» (Пруссія)
- Почесний хрест ветерана війни з мечами